# RMS Tayleur
El RMS Tayleur fue un barco tipo clíper con casco de hierro fletado por la compañía marítima británica White Star Line. El barco, propiedad de la Charles Moore & Company, era en su época uno de los más grandes, rápidos y modernos. Encalló y se hundió en su viaje inaugural en 1854; el hundimiento fue causado tanto por una tripulación inexperta como por un equipamiento defectuoso. De las más de 650 personas a bordo, solo 290 sobrevivieron. Se le ha descrito como el "primer Titanic" (Iron Clipper Tayleur - White Star Line's 'First Titanic').

## Historia

### Construcción
El Tayleur fue diseñado por William Rennie de Liverpool y construido para sus propietarios, Charles Moore & Company. Fue botado en Warrington en el Río Mersey el 4 de octubre de 1853 - tras solo seis meses de construcción. Tenía 230 pies de largo con una Manga de 40 pies y desplazaba 1750 toneladas, y disponía de una capacidad de carga de 4000 toneladas de carga con 28 pies de profundidad por debajo de tres cubiertas. Llevaba el nombre de Charles Tayleur, fundador de la Vulcan Engineering Works, Bank Quay, Warrington.
El nuevo barco fue fletado por la White Star para servir a las rutas comerciales de Australia en auge, ya que el transporte hacia y desde la colonia tenía una gran demanda debido al descubrimiento de oro.

### Desastre
El velero Tayleur dejó Liverpool el 19 de enero de 1854, en su viaje inaugural, de Melbourne, Australia, con una dotación de 652 pasajeros y la tripulación. Lo capitaneaba el capitán John Noble de 29 años. Durante la investigación, se determinó que su tripulación de 71 miembros tenía solo 37 marineros con formación, y de ellos, diez no sabían hablar inglés. Se informó en los periódicos que muchos miembros de la tripulación buscaban el paso libre a Australia. La mayor parte de la tripulación sobrevivió.
Su compás no funcionaba correctamente debido al casco de hierro. La tripulación pensaba que navegaban al sur a través del mar de Irlanda, pero en realidad estaban viajando hacia el oeste hacia Irlanda. El 21 de enero de 1854, dentro de las 48 horas de navegación, el Tayleur encontró un banco de niebla y una tormenta, dirigiéndose directamente a la isla de Lambay. El timón era demasiado pequeño para el tonelaje de la embarcación, por lo que no pudieron virar alrededor de la isla. El aparejo también era defectuoso; las cuerdas no habían sido adecuadamente estiradas, por lo que tomaron holgura, haciendo casi imposible el control de las velas. A pesar de lanzar ambas anclas, tan pronto como se avistaron las rocas, encallaron en la costa este de la isla de Lambia, a unos cinco kilómetros de la bahía de Dublín.

## Investigaciones y número de fallecidos
Hubo cuatro investigaciones oficiales: la investigación realizada en Malahide; la realizada por la Junta de Investigación del Comercio bajo el capitán Walker; la investigación del Ministerio de marina Sr. Grantham, inspector de buques de hierro; y la realizada por la Junta Marítima de Liverpool bajo el mando del capitán Noble. Hay contradicciones entre estas investigaciones.
El número de vidas perdidas varían, al igual que los números dados en cuanto a las personas que estaban a bordo. Estos últimos son entre 528 y 680, mientras que los muertos se supone que son por lo menos 297, y hasta 380, dependiendo de la fuente. De las más de 100 mujeres a bordo, solo tres sobrevivieron, posiblemente debido a la dificultad de nadar con la vestimenta de la época. Los supervivientes se vieron entonces enfrentados a tener que escalar un acantilado de 80 pies (24 m) para llegar a un refugio. Cuando la noticia del desastre llegó a la parte continental de Irlanda, la compañía dublinesa Paquebotes de Vapor Ciudad de Dublín, envió el vapor Príncipe en busca de sobrevivientes. Una investigación reciente del Dr Edward J Bourke estima en 662 las personas a bordo.

## Buceo
El pecio ha sido designado como un Patrimonio histórico. Es ilegal para bucear sin autorización previa de la Office of Public Works (Irlanda). El pecio se encuentra en una sola pieza, 30 m de la esquina sureste de la isla de Lambay en una pequeña hendidura. Vajilla, títulos de techo e incluso las lápidas se pueden ver.